# Парке-Патрисьос (станция метро)
«Парке-Патрисьос» (исп. Parque Patricios) — станция Линии H метрополитена Буэнос-Айреса. Станция расположена между станциями «Касерос» и «Оспиталес». Станция расположена на пересечении улиц Патагонес и Монтеагудо, в районе Парке-Патрисьос.
Она имеет две боковые платформы и два трека. Также на станции расположен верхний вестибюль, который соединяет платформы с доступом на улицу по лестнице, эскалаторы и лифты; а также туалеты для инвалидов и общественный Wi-Fi.

## История
Открытие станции было отложено, потому что была проблема с проникновением грунтовых вод на станцию во время строительства.
Она была открыта 4 октября 2011 года и была конечной станцией до открытия станции Оспиталес в 2013 году

## Украшения
При строительстве вестибюля использовались мотивы танго, посвящённые памяти Тито Лусиардо, авторами которых были Марчелло Мортароти и Рикардо Карпани, как часть культуры tango.

## Достопримечательности
Находятся в непосредственной близости от станции:
- Parque de los Patricios
  - La Calesita de Parque Patricios
- Cuartel II Patricios de los Bomberos de la Федеральная полиция Аргентины
- Комиссариат N° 32 de la Федеральная полиция Аргентины
- Комиссариат 4 de la Полиция Буэнос-Айреса
  - Unidad de Orientación y Denuncia Parque Patricios (OFAVyT)
- Maternidad Sardá
  - Jardín Maternal Nº 7/6º Delfina Marull de Sarda
- Образовательный центр de Nivel Primario N° 64 Уракан
- Техническая школа Nº 7 Dolores Lavalle de Lavalle
- Образовательная школа Especial para la Formación Laboral Nº 36 Dr. Aurelio Martínez
- Библиотека Enrique Banchs
- Музей Genaro Giacobini
- Уракан

## Галерея

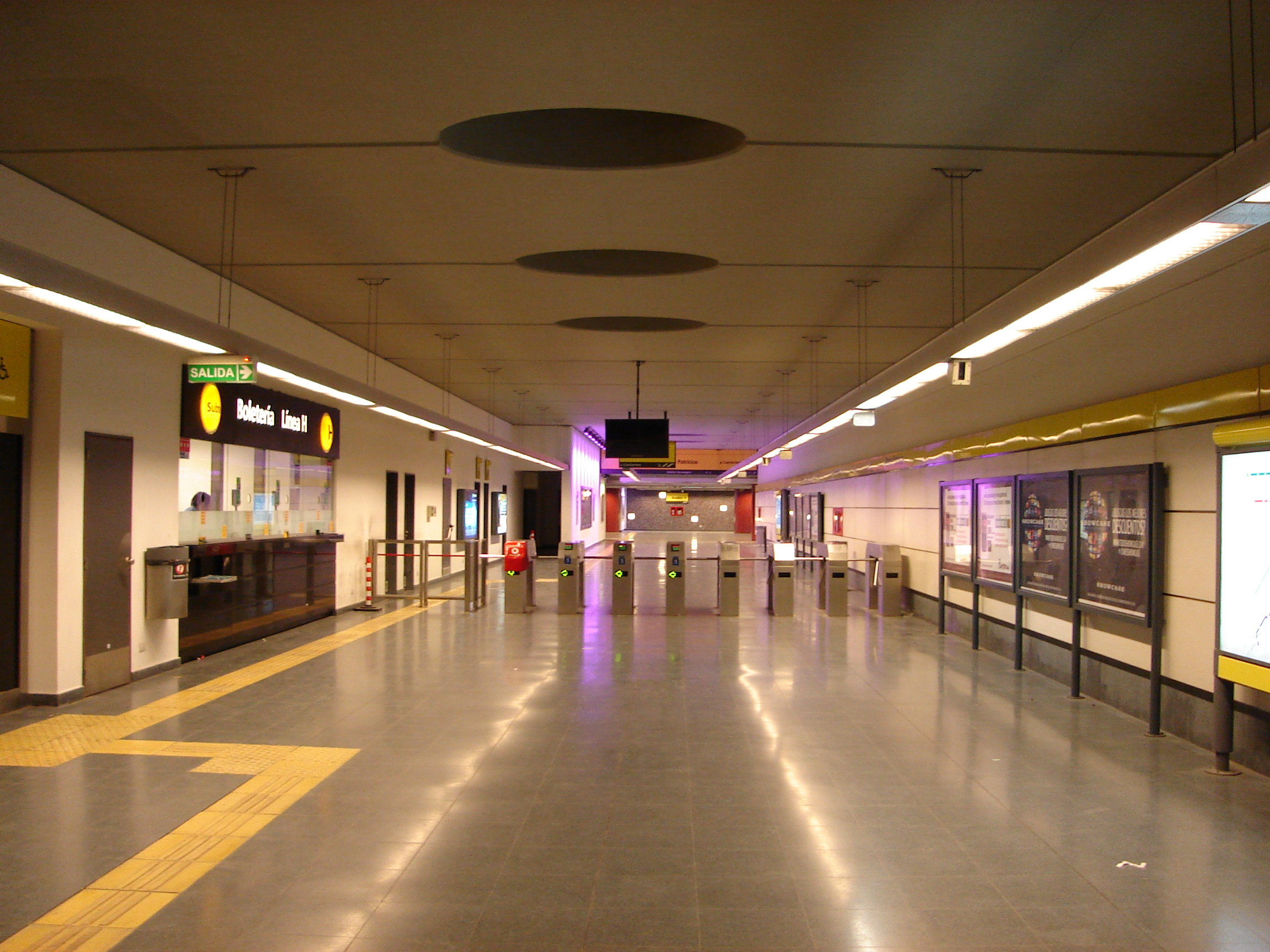
Вестибюль, турникеты
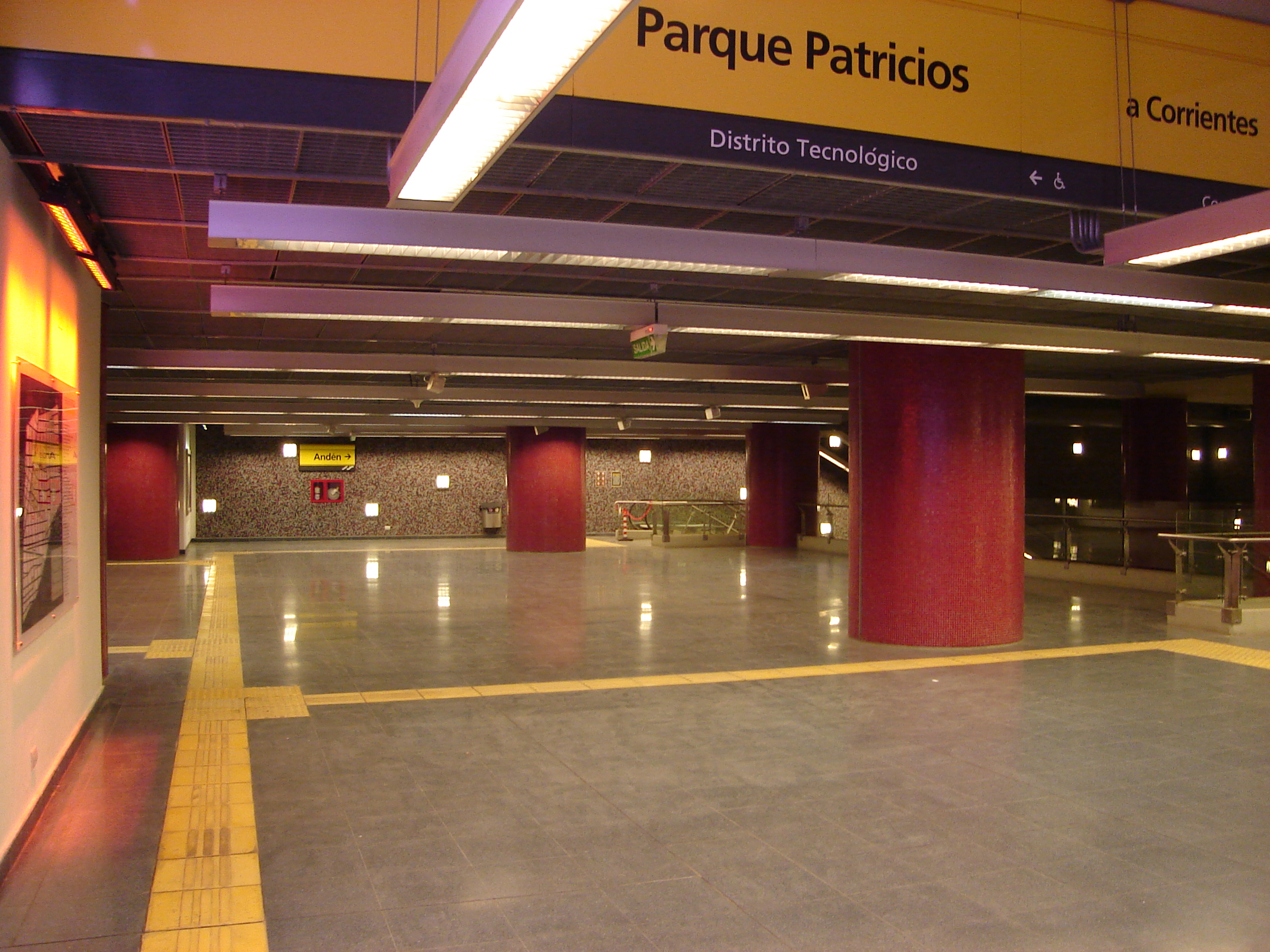
Вестибюль, с видом на платформу
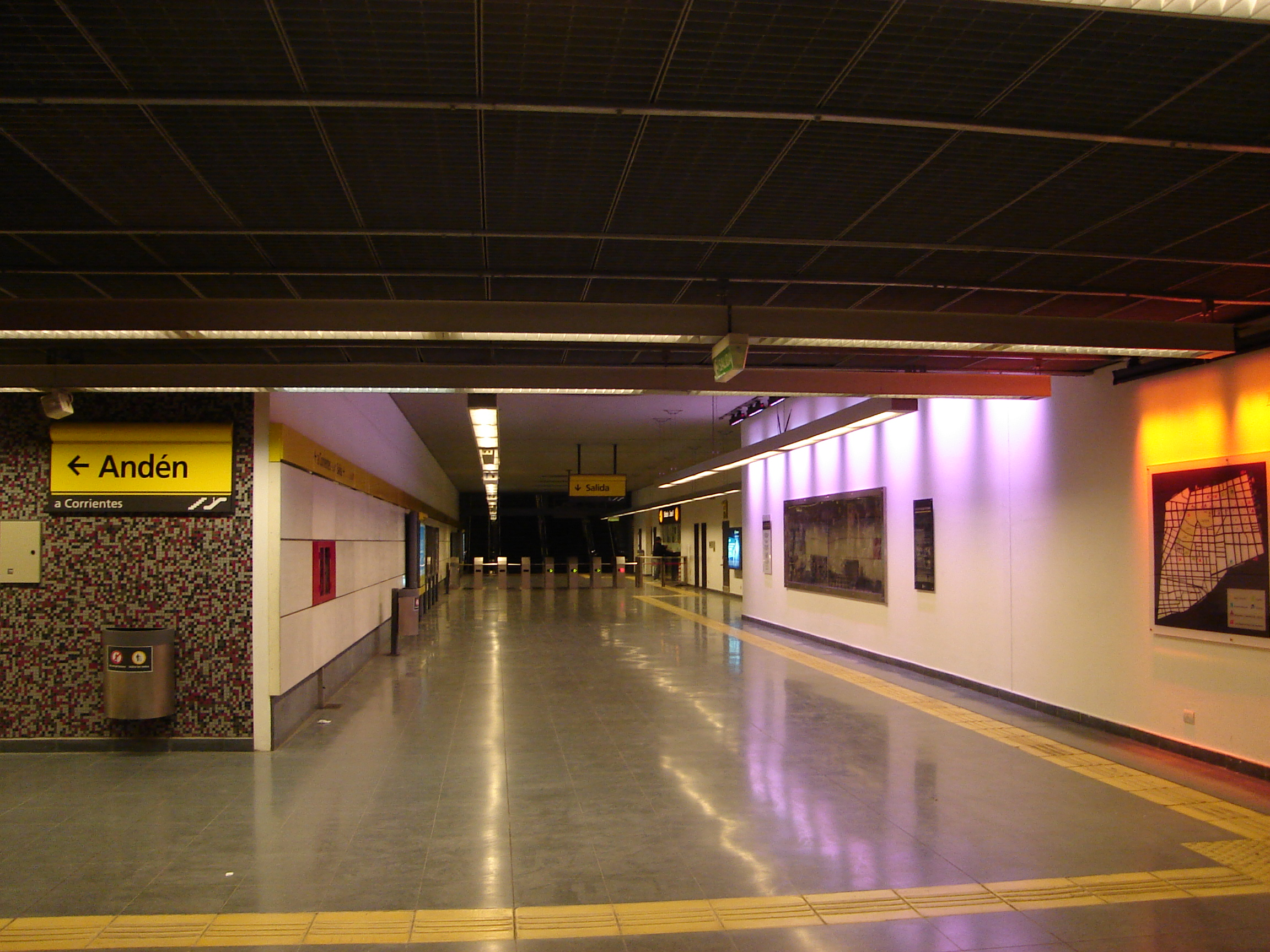
Вход на станцию
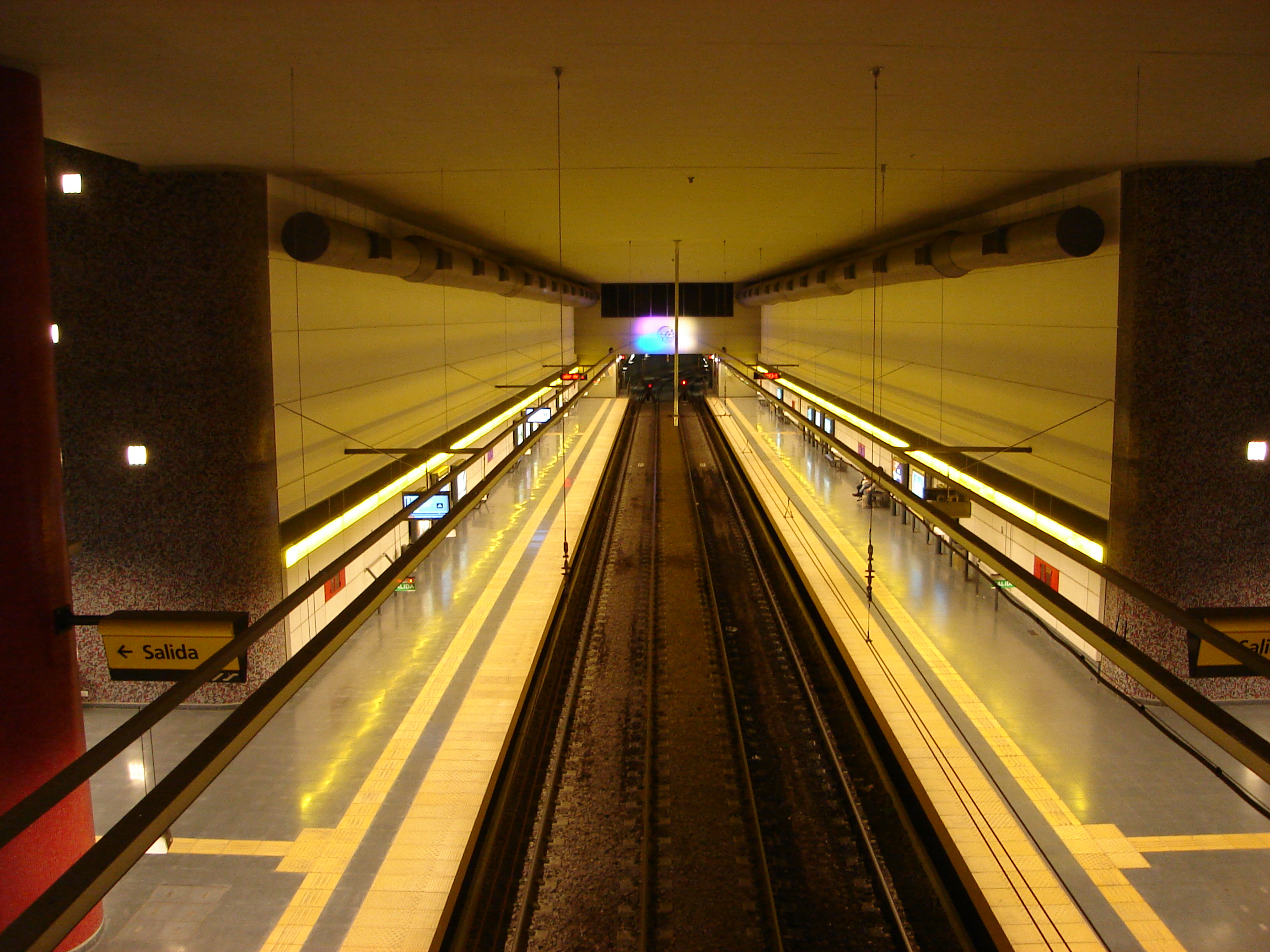
Вид платформ с вестибюля
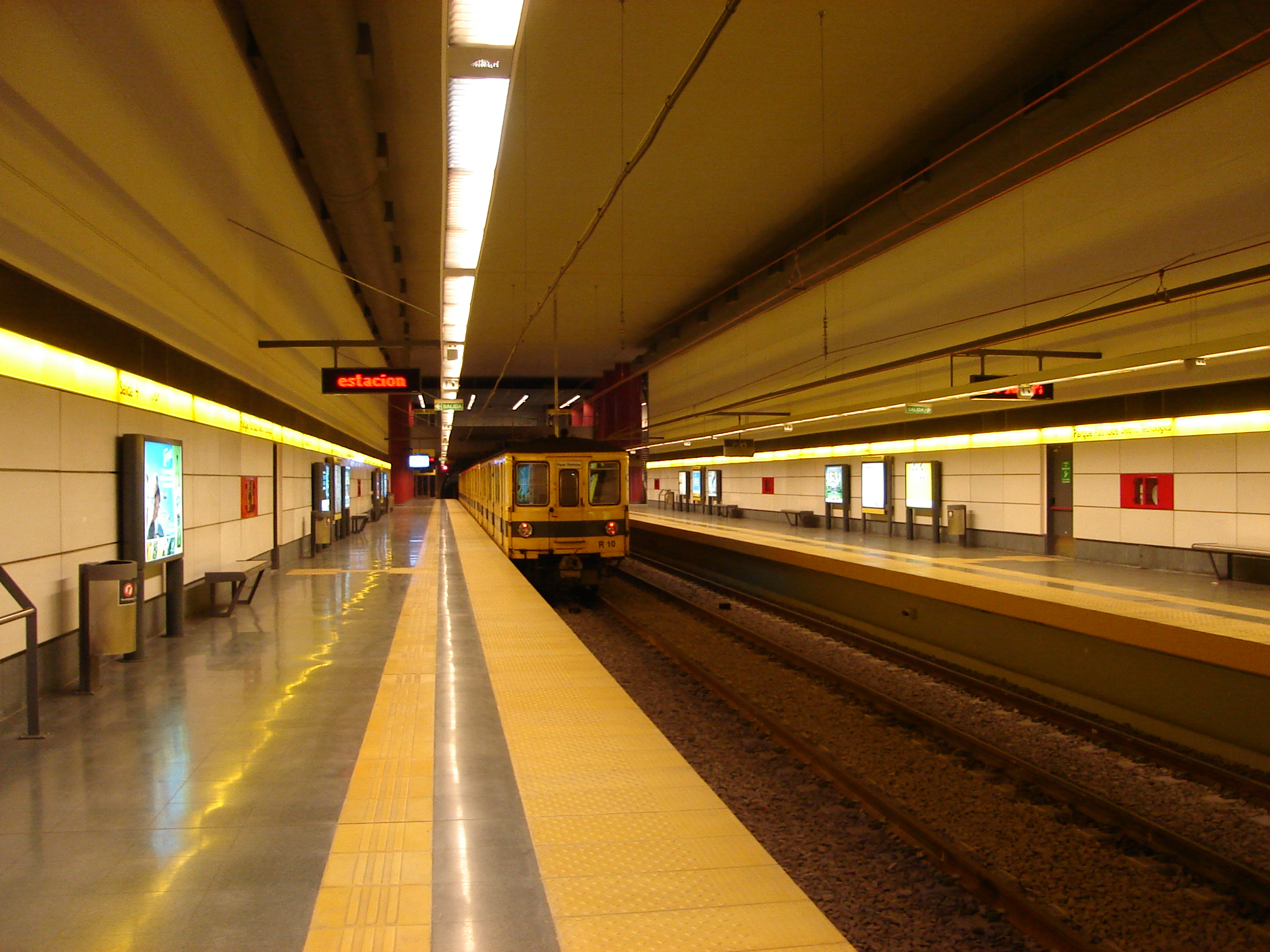
Южная платформа, вид на восток
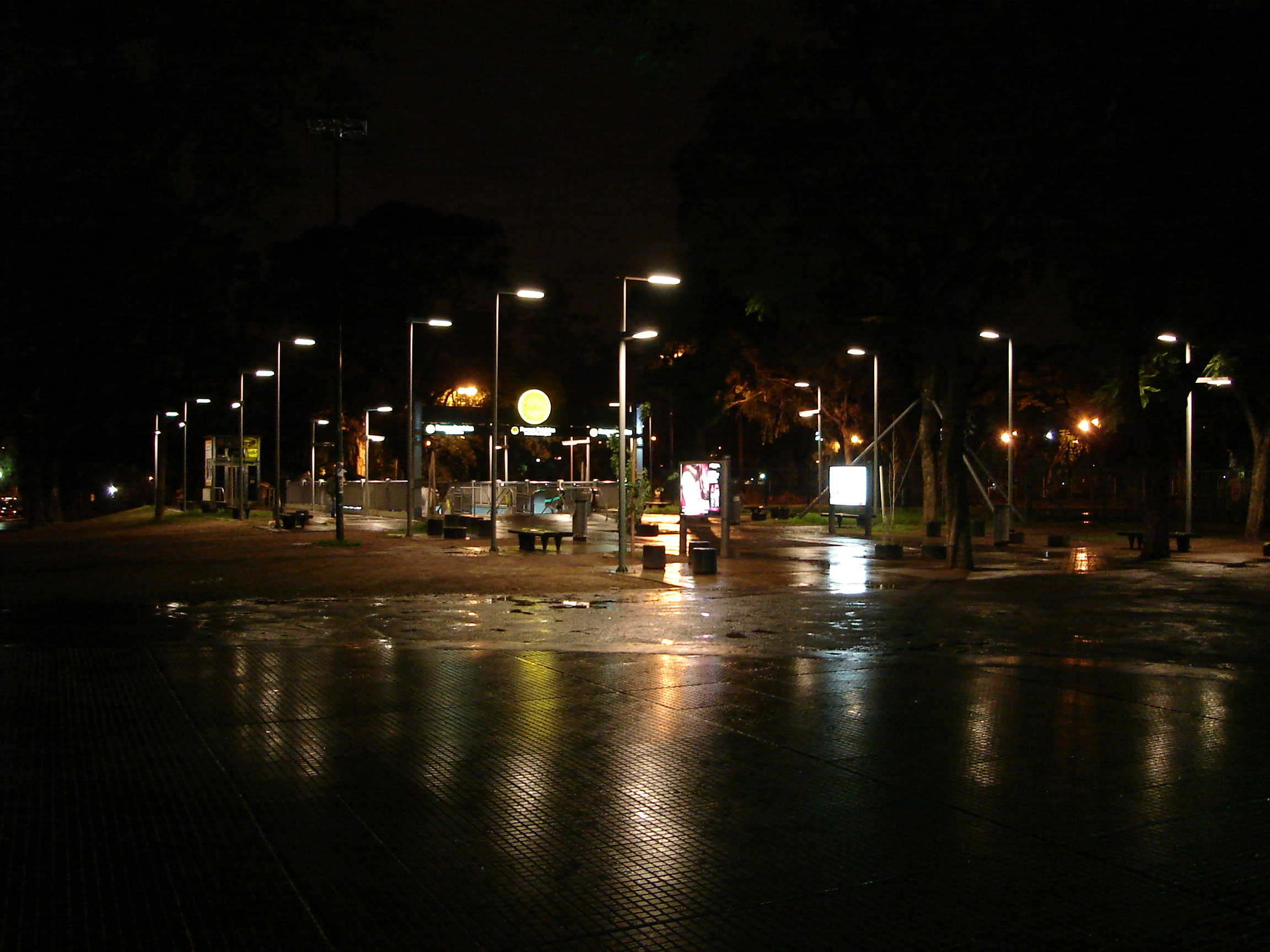
Вход